# De dagshow
De dagshow is een voormalig showbizzmagazine op de Vlaamse televisiezender VTM. Het liep iedere werkdag en werd telkens omgedoopt tot respectievelijk De Maandagshow, De Dinsdagshow, De Woensdagshow, De Donderdagshow en De Vrijdagshow. Het liep van augustus 2010 tot juni 2011.

## Presentatie
| Presentator      | Periode                                                         |
| ---------------- | --------------------------------------------------------------- |
| Bram Van Deputte | 23 augustus 2010-1 juli 2011                                    |
| Evi Hanssen      | 23 augustus 2010-17 september 2010 20 december 2010-1 juli 2011 |
| An Lemmens       | 20 september 2010-27 mei 2011                                   |
| Anke Buckinx     | 30 mei 2011-17 juni 2011                                        |

### Gastpresentatoren
| Presentator     | Datum         | Verving                     |
| --------------- | ------------- | --------------------------- |
| Gerrit De Kock  | 7 maart 2011  | Bram Van Deputte An Lemmens |
| Mathias Coppens | 8 maart 2011  | Bram Van Deputte An Lemmens |
| Johan Terryn    | 9 maart 2011  | Bram Van Deputte An Lemmens |
| Stany Crets     | 10 maart 2011 | Bram Van Deputte An Lemmens |
| Showbizz Bart   | 11 maart 2011 | Bram Van Deputte An Lemmens |

De presentatie werd steeds in duo gedaan, de presentatoren wisselden elkaar steeds. Bram had na tien maanden het grootste aantal presentaties op zijn palmares staan.

## Rubrieken

### Mode & Glamour
Met Jani Kazaltzis (augustus 2010 - juli 2011) 

Stylist Jani Kazaltzis analyseerde de kledingkeuze van bekende Vlamingen en hield de kijkers op de hoogte van de modetrends.

### Weduwe voor één Dag
Met Philippe Geubels (augustus 2010 - december 2010) 

Philippe Geubels ging wekelijks op stap met de vrouw van een bekende Vlaming.

### Muziekwereld
Met Leki (augustus 2010 - juli 2011) 

Zangeres en presentatrice Karoline 'Leki' Kamosi trok alle registers open voor haar vaste muziekrubriek. Ze hield de kijker wekelijks op de hoogte van alle nieuwtjes uit de muziekindustrie en bracht interviews met nationale én internationale artiesten.

### Film & Showbizz
Jan Verheyen (augustus 2010 - juli 2011) 

Regisseur Jan Verheyen bracht wekelijks alle nieuwtjes uit de filmwereld op het scherm.

### Sportnieuws
Met Sabine Appelmans (maart 2011 - juli 2011) 

Sabine Appelmans kwam elke week in de studio langs en vertelde er over merkwaardige gebeurtenissen in de sportwereld.

### De Boekskes
(augustus 2010 - december 2010) 

Op dinsdag zijn de krantenwinkels weer gevuld met een lading nieuwe weekbladen. De hosten overliepen op het begin van De Dinsdagshow wat er opmerkelijk te lezen valt in deze "boekskes".

### Hotlist
(augustus 2010 - juli 2011) 

De hosten blikken tijdens De Vrijdagshow terug op de voorbije showbizzweek. Welke beroemdheden wisten zich in de schijnwerpers te werken? Welke beroemdheden waren hot en welke waren not?

### Cartoon
(augustus 2010 - december 2010) 

Elke aflevering van De dagshow werd afgesloten met een cartoon over het nieuws dat die dag in het programma aan de orde was gekomen.

## Bijzondere afleveringen
Tijdens de laatste week van 2010 zond VTM vijf speciale afleveringen van De dagshow uit. Hosts An en Bram blikten hierbij terug op het afgelopen jaar. Ze toonden de opmerkelijkste reportages van de afgelopen maanden reportages en hadden aandacht voor bijvoorbeeld de mooiste zwangerschappen en de mooiste baby's van 2010. Ook stelden ze de Hotlist top 50 samen, weliswaar door samenvoeging van alle hotlisten van uit de voorbije maanden van het programma. Aan het einde van het programma werd de gebruikelijke cartoon vervangen door nooit vertoonde beelden, bijvoorbeeld van de repetities van De dagshow.
Op 14 januari 2011 zond VTM een speciale Valentijnsaflevering van De dagshow uit. Het programma duurde ruim een uur en bevatte romantische onderwerpen rond binnen- en buitenlandse beroemdheden.
Bij speciale gebeurtenissen ging De dagshow op reis met een mobiele studio. De presentatoren zaten hierdoor midden in de festiviteiten. Dit werd onder andere gedaan bij de Nacht Van De Vlaamse Televisiesterren en de Gouden Schoen. De aflevering stond dan ook (bijna) volledig in het teken van die speciale gebeurtenis.

## Stopzetting
Eind juni 2011 werd De dagshow stopgezet. In oktober 2011 ging op VTM een nieuw showbizzprogramma van start: Voor de Show. Bram Van Deputte was opnieuw een van de presentatoren.